# 乾貞 (阿謝)
乾貞（1176年）一作乾正，为中国贵州自杞国国王阿謝的年号，前后共1年。

## 公元纪年对照表
| 乾貞 | 元年   |
| ---- | ------ |
| 公元 | 1176年 |
| 干支 | 丙申   |

## 同期存在的其他政权年号
- 中國
  - 淳熙（1174年－1189年）：南宋—宋孝宗趙昚之年号
  - 崇福（1164年－1177年）：西辽—承天后耶律普速完之年號
  - 天禧（1178年－1211年）：西遼—遼末主耶律直魯古之年號
  - 大定（1161年－1189年）：金—金世宗完顏雍之年號
  - 乾祐（1170年－1193年）：西夏—夏仁宗李仁孝之年號
  - 盛德（1176年－1180年）：大理—段智興之年號
- 越南
  - 貞符（1176年－1186年）：李朝—李龍翰之年號
- 日本
  - 安元（1175年－1177年）：高仓天皇之年號

## 參看
- 中國年號索引

## 深入閱讀
- 李崇智. . 北京: 中華書局. 2004年12月. ISBN 7101025129.
- 鄧洪波. . 臺北: 國立臺灣大學東亞經典與文化研究計劃. 2005年3月  [2021-11-25]. ISBN 9789860005189. （原始内容 (pdf)存档于2007-08-25）. （页面存档备份，存于）